# Bvckup 2
Bvckup 2は、スイスに拠点を置くPipemetrics SAによって開発されたWindows NTファミリー向けの単方向ファイル同期アプリである。 元の形式でファイルをある場所から別の場所に複製し、 デルタコピーを使用して操作を高速化する 。このプログラムは、スケジュール、リムーバブルデバイスの追跡、 シャドウコピーサービスを使用したオープンファイルまたはロックされたファイルの転送、移動と名前の変更の検出、セキュリティ属性の複製、および電子メールアラートをサポートする 。ただし、 圧縮または暗号化はサポートしていない。     